# Japanse kwak
De Japanse kwak (Gorsachius goisagi) is een vogel uit de familie der reigers (Ardeidae). Het is een bedreigde reigersoort die voornamelijk in Japan broedt. 

## Kenmerken
De Japanse kwak is gemiddeld 49 cm lang. Het is een ietwat gedrongen, kleine reiger met een relatief korte en brede snavel. Zijn kop, rug en de bovenkant van de vleugels zijn kastanjebruin. Zijn hals, borst en buik zijn licht gekleurd met bruine strepen. De poten zijn donkergroen.

## Verspreiding en leefgebied
De vogel broedt in  Japan, er is een melding van een broedgeval op Taiwan en er zijn broedgevallen in Zuid-Korea en de Chinese miljoenenstad Shanghai. Verder zijn er waarnemingen in het voorjaar en de zomer gedaan in Rusland (Sachalin). Deze reiger overwintert voornamelijk op de Filipijnen, maar er zijn ook winterwaarnemingen uit Hongkong, Indonesië, Brunei en Palau. De Japanse kwak heeft als leefgebied dichte loofbossen maar altijd in de buurt van water. De vogel foerageert soms in moerassen, rijstvelden en akkerland. De vogel is alleen actief in de schemering.

### Voeding
Zijn dieet bestaat voornamelijk uit regenwormen, slakken, krabben en kevers. 

### Voortplanting
De Japanse kwak broedt van mei tot juli. Het vrouwtje legt drie of vier eieren in een nest hoog in de bomen. Na ongeveer 17 dagen komen de eieren uit en de jongen verlaten na 35 dagen het nest.

## Status
De Japanse kwak heeft een beperkt en bedreigd broedgebied en daardoor is de kans op uitsterven aanwezig. De grootte van de populatie werd in 2016 door BirdLife International geschat op  600 tot 1700 volwassen individuen en de populatie-aantallen nemen door habitatverlies. Het leefgebied wordt aangetast door ontbossing waarbij natuurlijk bos wordt omgezet in gebied voor agrarisch gebruik en menselijke bewoning. Daarnaast is er nog jacht op deze reiger en worden eieren en jongen gepredeerd door ingevoerde Siberische wezel (Mustela sibirica). Om deze redenen staat deze soort als bedreigd op de Rode Lijst van de IUCN.